# بحيرة إري
بحيرة إري هي رابع أكبر بحيرة من حيث المساحة السطحية من بين البحيرات الخمس العظمى في أمريكا الشمالية والحادية عشر على مستوى العالم وهي البحيرة الواقعة في أقصى الجنوب، والأكثر ضحالةً والأصغر من حيث الحجم بين البحيرات الكبرى ولديها أيضًا أقصر متوسط لزمن الاحتفاظ (زمن مكوث المياه). يبلغ عمق بحيرة إري في أعمق نقطة فيها 210 أقدام (64 مترًا)، ما يجعلها البحيرة العظمى الوحيدة التي تقع أعمق نقطة فيها فوق مستوى سطح البحر.
تقع بحيرة إري على الحدود الدولية بين كندا والولايات المتحدة الأمريكية، وتقع على الشاطئ الشمالي لبحيرة إري مقاطعة أونتاريو الكندية، وتحديدًا شبه جزيرة أونتاريو، وتقع ولايات ميشيغان وأوهايو وبنسيلفانيا ونيويورك الأمريكية على شواطئها الغربية والجنوبية والشرقية. تقسم هذه الولايات مساحة سطح البحيرة بحدود مائية. أكبر مدينة على البحيرة هي كليفلاند إذ تشكل ثالث أكبر مدينة أمريكية في منطقة البحيرات العظمى، بعد شيكاغو الكبرى ومترو ديترويت. تشمل المدن الرئيسية الأخرى على طول شاطئ البحيرة بوفالو ونيويورك وإري وبنسيلفانيا وتوليدو وأوهايو.
تقع إري أسفل بحيرة هرون، والمدخل الرئيسي لإري هو نهر ديترويت. يحدث التدفق الطبيعي الرئيسي من البحيرة عبر نهر نياجارا، الذي يوفر الطاقة الكهرمائية لكندا والولايات المتحدة الأمريكية حيث تدور توربينات ضخمة بالقرب من شلالات نياجارا في ليوستون بنيويورك وكوينزتون بأونتاريو. يحدث بعض التدفق الخارجي عبر قناة ويلاند، وهي جزء من طريق سانت لورانس البحري، والتي تحول المياه لمرور السفن من بورت كولبورن، أونتاريو، على بحيرة إري إلى سانت كاثرينز على بحيرة أونتاريو، ويبلغ فرق الارتفاع 326 قدم (99 م). لطالما كانت الصحة البيئية لبحيرة إري مصدر قلق مستمر منذ عقود، إذ تتصدر قضايا مثل الصيد الجائر والتلوث وانتشار الطحالب وفرط المغذيات عناوين الصحف.

## الجغرافيا

### المظاهر الجغرافية
يبلغ متوسط ارتفاع بحيرة إري (42.2 درجة شمالًا، 81.2 درجة غربًا) 571 قدمًا (174 م) فوق مستوى سطح البحر. تبلغ مساحتها 9,990 ميلًا مربعًا (25,874 كم2) ويبلغ طولها 241 ميلًا تشريعيًا (388 كم؛ 209 نانومتر) ووسعها 57 ميلًا تشريعيًا (92 كم؛ 50 نانومتر) في أعرض نقاطها. تعد الأكثر ضحالة بين البحيرات العظمى بمتوسط عمق 10 قامات و3 أقدام أو 63 قدمًا (19 م) وأقصى عمق لها 35 قامات. لأن إري هي الأكثر ضحالة، فهي أيضًا الأكثر حرارة بين البحيرات العظمى، وفي عام 1999 كاد هذا الأمر أن يصبح مشكلة لمحطتين للطاقة النووية اللتين تتطلبان مياه البحيرة الباردة للحفاظ على برودة مفاعلاتهما. سبب صيف عام 1999 الدافئ اقتراب درجات حرارة البحيرة من 85 درجة فهرنهايت (29 درجة مئوية) وهو قريب جدًا من أقصى حد لازم للحفاظ على برودة المحطات. بسبب ضحالتها أيضًا، تعد أول بحيرة تتجمد في الشتاء. القسم الأكثر ضحالة من بحيرة إري هو الحوض الغربي إذ يتراوح متوسط الأعماق بين 25 إلى 30 قدمًا فقط (7.6 إلى 9.1 متر)؛ ونتيجةً لذلك، «يمكن لأضعف نسيم أن يثير أمواجًا قوية»، ما يُعرف باسم «تراوح المنسوب». تُعرف المنطقة المحيطة بالبحيرة بأنها «عاصمة العواصف الرعدية في كندا» بعروض البرق «التي تحبس الأنفاس». في بعض الحالات، أدت الأمواج العاتية التي تنبثق بشكل غير متوقع إلى عمليات إنقاذ دراماتيكية؛ ففي إحدى المرات، علق أحد سكان كليفلاند وهو يحاول قياس الرصيف بالقرب من منزله، ولكن، تم إنقاذه من قبل غواص من إدارة الإطفاء من مدينة آفون ليك في أوهايو:
بعد شد وجذب مع الأمواج، تم انتشالهما في النهاية بواسطة حبل. بعد أن بقي عالقًا لمدة ساعة ونصف، عاد بيكر إلى اليابسة منهكًا ومكسرًا ولكنه على قيد الحياة.

- تاتيانا موراليس، سي بي إس نيوز، 2004

### مستويات المياه
يبلغ زمن الاحتفاظ في بحيرة إري 2.6 سنة، وهو أقصر زمن احتفاظ بين جميع البحيرات العظمى. تبلغ مساحة سطح البحيرة 9,910 ميل مربع (25,667 كم2). يتقلب منسوب مياه بحيرة إري مع الفصول كما هو الحال في البحيرات العظمى الأخرى. بشكل عام، يبلغ أدنى مستوى في يناير وفبراير وأعلى مستوى في يونيو أو يوليو، رغم وجود استثناءات. يختلف متوسط المنسوب السنوي حسب هطول الأمطار على المدى الطويل. غالبًا ما تحدث التغيرات قصيرة الأمد في المنسوب بسبب تراوح المنسوب الذي يكون شديدًا بشكل خاص عندما تهب رياح جنوبية غربية على طول البحيرة في أثناء العواصف. يسبب ذلك تراكم المياه في الطرف الشرقي من البحيرة. قد يسبب تراوح المنسوب الذي تثيره العواصف أضرارًا على الشاطئ. خلال إحدى العواصف في نوفمبر 2003، ارتفع منسوب المياه في بافالو بمقدار 7 أقدام (2.1 متر) مع أمواج تراوحت بين 10-15 قدم (3.0-4.6 متر) ليرتفع منسوب المياه بمقدار 22 قدم (6.7 متر). في الوقت نفسه، شهدت توليدو في الطرف الغربي من البحيرة انخفاضًا مماثلًا في منسوب المياه.

## التاريخ

### الشعوب الأصلية
في وقت الاحتكاك الأوروبي، كانت هناك العديد من الشعوب الأصلية التي تعيش حول شواطئ الطرف الشرقي للبحيرة. عاشت قبيلة إري (التي أخذت البحيرة اسمها منها) على طول الحافة الجنوبية، بينما عاش المحايدون (المعروفون أيضًا باسم أتاواندارون) على طول الشاطئ الشمالي. الاسم القبلي «إري» هو صيغة مختصرة من الكلمة الإيروكوية إريلهونان، وتعني «الذيل الطويل». قد يكون الاسم مشتق أيضًا من كلمة إري التي تعني «شجرة الكرز». بالقرب من بورت ستانلي، توجد قرية للسكان الأصليين يعود تاريخها إلى القرن السادس عشر تُعرف باسم ساوثوولد إيرثوركز حيث كان يعيش نحو 800 شخص من السكان الأصليين المحايدين؛ تشمل البقايا الأثرية جدرانًا ترابية مزدوجة تلتف حول محيط مغطى بالعشب. أطلق الأوروبيون على القبيلة اسم الهنود المحايدين لأن هؤلاء الأشخاص رفضوا القتال مع القبائل الأخرى.

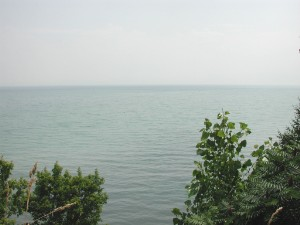
لقطة من بلدة ليمنغتون لبحيرة إري باتجاه الجنوب